# 500 miles d'Indianapolis 1946

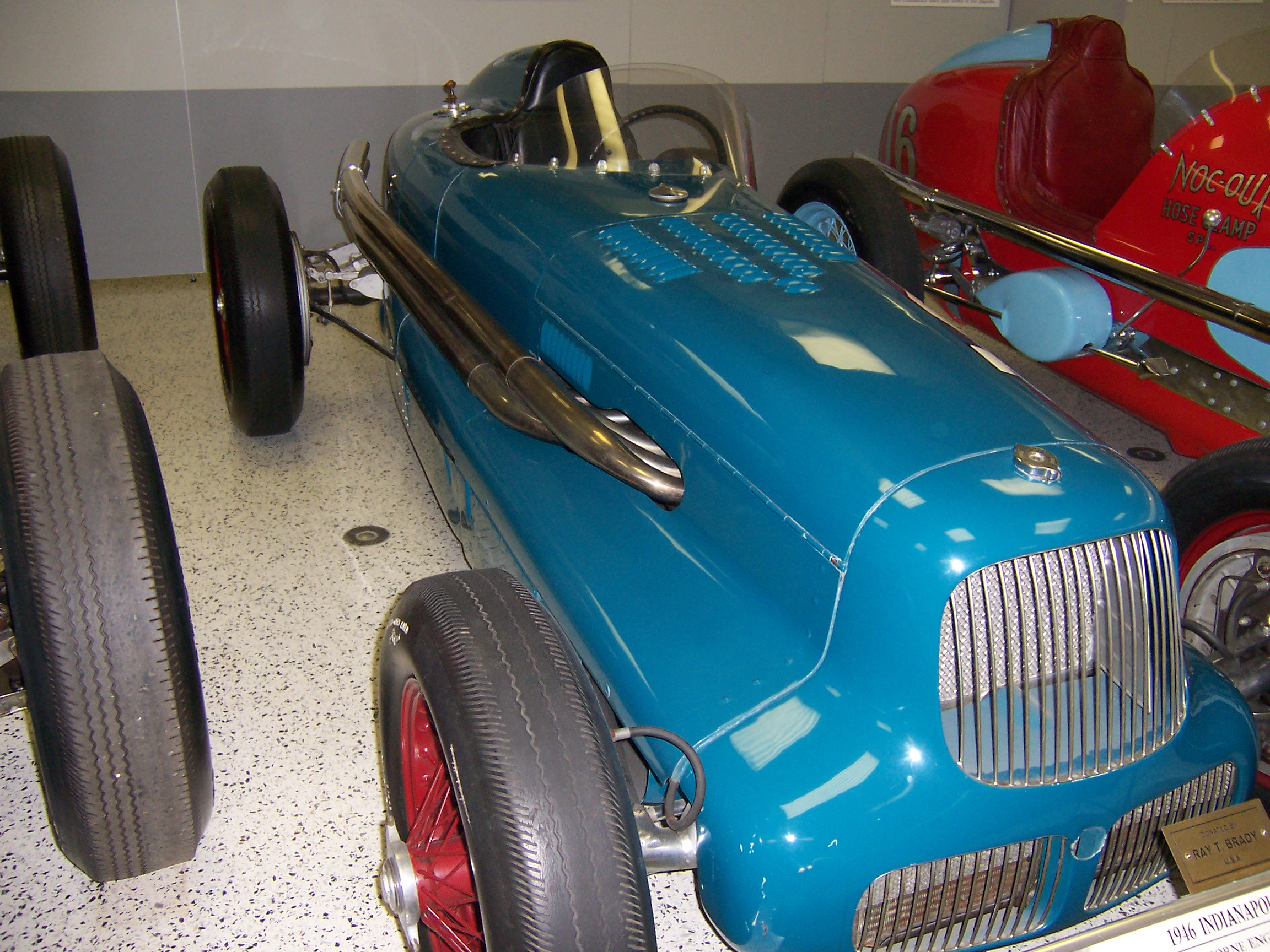
L'Adams-Sparks de George Robson, victorieuse de l'édition 1946 des 500 miles d'Indianapolis.

Les 500 miles d'Indianapolis 1946, courus sur l'Indianapolis Motor Speedway et organisés le jeudi 30 mai 1946, ont été remportés par le pilote américain George Robson sur une Adams-Sparks.

## Grille de départ
| Ligne | Intérieur       | Centre            | Extérieur             |
| 1     | Cliff Bergere   | Paul Russo        | Sam Hanks             |
| 2     | Hal Cole        | Jimmy Jackson     | Louis Durant          |
| 3     | Ted Horn        | Duke Dinsmore     | Mauri Rose            |
| 4     | Russ Snowberger | Emil Andres       | Joie Chitwood         |
| 5     | Al Putnam       | Rex Mays          | George Robson         |
| 6     | Jimmy Wilburn   | Chet Miller       | Harry McQuinn         |
| 7     | Ralph Hepburn   | Shorty Cantlon    | Henry Banks           |
| 8     | Louis Tomei     | Hal Robson        | George Barringer (en) |
| 9     | Bill Sheffler   | Tony Bettenhausen | Mel Hansen (en)       |
| 10    | Luigi Villoresi | Frank Wearne      | George Connor         |
| 11    | Billy Devore    | Duke Nalon        | Danny Kladis          |

La pole a été réalisée par Cliff Bergere à la moyenne de 203,535 km/h. Le meilleur temps des qualifications est à mettre à l'actif de Ralph Hepburn à la moyenne de 215,562 km/h.

## Classement final
| no | Pilote                | Voiture                | Tours | Temps/Abandon     |
| 1  | George Robson         | Adams-Sparks           | 200   |                   |
| 2  | Jimmy Jackson         | Miller-Offenhauser     | 200   |                   |
| 3  | Ted Horn              | Maserati               | 200   |                   |
| 4  | Emil Andres           | Maserati               | 200   |                   |
| 5  | Joie Chitwood         | Wetteroth-Offenhauser  | 200   |                   |
| 6  | Louis Durant          | Alfa Romeo             | 200   |                   |
| 7  | Luigi Villoresi       | Maserati               | 200   |                   |
| 8  | Frank Wearne          | Shaw-Offenhauser       | 197   |                   |
| 9  | Bill Sheffler         | Bromme-Offenhauser     | 139   |                   |
| 10 | Billy Devore          | Wetteroth-Offenhauser  | 167   | accélérateur      |
| 11 | Mel Hansen (en)       | Kurtis-Duray           | 143   | moteur            |
| 12 | Russ Snowberger       | Maserati               | 134   | différentiel      |
| 13 | Harry McQuinn         | Adams-Sparks           | 124   | panne d'huile     |
| 14 | Ralph Hepburn         | Kurtis-Novi            | 121   | calage            |
| 15 | Al Putnam             | Stevens-Offenhauser    | 120   | mécanique         |
| 16 | Cliff Bergere         | Wetteroth-Offenhauser  | 82    | panne d'huile     |
| 17 | Duke Dinsmore         | Adams-Offenhauser      | 82    | mécanique         |
| 18 | Chet Miller           | Cooper-Offenhauser     | 64    | fuite d'huile     |
| 19 | Jimmy Wilburn         | Alfa Romeo             | 52    | moteur            |
| 20 | Tony Bettenhausen     | Wetteroth-Miller       | 47    | mécanique         |
| 21 | Danny Kladis          | Miller-Ford            | 46    | mécanique         |
| 22 | Duke Nalon            | Maserati               | 45    | mécanique         |
| 23 | Mauri Rose            | Lencki                 | 40    | accident          |
| 24 | George Connor         | Kutis-Offenhauser      | 38    | moteur            |
| 25 | Hal Robson            | Bugatti-Miller         | 37    | mécanique         |
| 26 | Louis Tomei           | Stevens-Brisko         | 34    | fuite d'huile     |
| 27 | Henry Banks           | Snowberger-Offenhauser | 32    | moteur            |
| 28 | Shorty Cantlon        | Miller-Offenhauser     | 28    | embrayage         |
| 29 | George Barringer (en) | Miller                 | 27    | boîte de vitesses |
| 30 | Rex Mays              | Stevens-Winfield       | 26    | mécanique         |
| 31 | Sam Hanks             | Stevens-Sampson        | 18    | fuite d'huile     |
| 32 | Hal Cole              | Alfa Romeo             | 16    | fuite d'essence   |
| 33 | Paul Russo            | Fageol-Offenhauser     | 16    | accident          |

## Sources
- (en) Résultats complets sur le site officiel de l'Indy 500